# Melanchra semiconfluens
Melanchra semiconfluens là một loài bướm đêm trong họ Noctuidae.